# Irizar Century
Century — серия междугородных и туристических автобусов испанской фирмы Irizar. Серия изготовляется с 1991 года и имеет 14 базовых моделей,с длинами от 9 до 15 метров.
- Century — туристический класс.
- InterCentury — междугородный класс.

Кузов Century признан одним из наиболее удачных в мире.Впервые на нём появился полукруглый
"язычок" на передней панели кузова,который со временем стал характерным внешним признаком
всех автобусов этой марки и основой для создания новых форм. 
С 2004 года изготовляется новая модель New Century (третье поколение),ставшая более привлекательной, благодаря каплевидной головной светотехнике и более модному дизайну. Новый кузов с более обтекаемыми обводами передней и задней частей, должен помочь снизить затраты на топливо. Большое ветровое стекло, объединённое передними стойками, улучшило обзорность для водителя и пассажиров.
Пассажирские машины Irizar Century удостоены многих международных наград и титулов "Туристический автобус 1994 и 1997 года".
Автобусы фирмы Irizar изготовляются на готовых шасси различных фирм.

## Технические характеристики
| Технические характеристики Irizar New Century |                 |
| Назначение                                    | Туристический   |
| Габаритные размеры,мм                         | 12000x2550x3700 |
| Колёсная база,мм                              | 6000            |
| Число мест для сидения                        | 44-49           |
| Число дверей для пассажиров                   | 2               |
| Вместимость багажного отделения,кубометров    | 10              |
| Полная масса,кг                               | 19000           |
| Двигатель                                     | Scania (евро 3) |
| Рабочий объём двигателя,л                     | 12              |
| Мощность двигателя,л.с.                       | 420             |
| Вместимость топливного бака,л.                | 465             |
| Коробка передач                               | 8-ст М          |